# 121330 Colbygoodloe
121330 Colbygoodloe este o planetă minoră (asteroid), cu un diametru de 3,231 km, din centura de asteroizi. A fost descoperită pe 29 septembrie 1999 la Catalina Station⁠(d) de Catalina Sky Survey. 
Obiectul prezintă o orbită caracterizată de o semiaxă mare de 3,0926012990595 UAi, o excentricitate de 0,21955403845231, o înclinație de 7,0123714860545 ° în raport cu ecliptica.